# آو داي

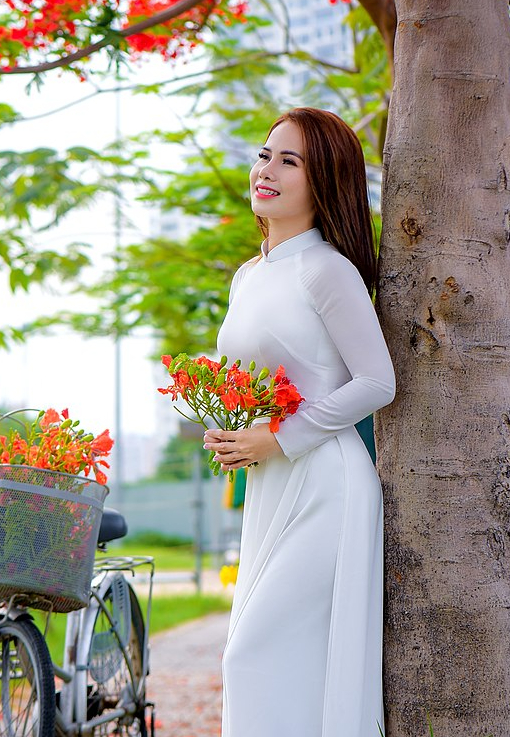
امرأة ترتدي آو داي في مايو 2021

آو داي (بالإنجليزية: Áo dài)‏ هو لباس فيتنامي حديث يتكون من سترة طويلة منقسمة تلبس فوق بنطال حريري. يمكن أن يكون بمثابة ملابس رسمية لكل من الرجال والنساء. تُترجم Áo على أنها قميص وdài تعني "طويل". يمكن أيضًا استخدام المصطلح لوصف أي ملابس تتكون من سترة طويلة، مثل nhật bình.
تم اشتقاق سلف áo dài من قبل أمراء Nguyễn في Phú Xuân خلال القرن الثامن عشر. هذا الزي مشتق من آو نغو ثان، وهو فستان من خمس قطع كان يُرتدى عادة في القرن التاسع عشر وأوائل القرن العشرين. تم صنع áo dài لاحقًا ليكون ملائمًا للشكل والذي تأثر بالفرنسيين، وأعاد Nguyễn Cát Tường وغيره من فناني هانوي تصميم áo dài باعتباره فستانًا عصريًا في عشرينيات وثلاثينيات القرن العشرين. تم الترويج للمظهر المحدث من قبل الفنانين والمجلات في Tự Lực văn đoàn (المجموعة الأدبية المعتمدة على الذات) كزي وطني للعصر الحديث. في الخمسينيات من القرن العشرين، قام مصممو سايغون بتشديد المقاس لإنتاج النسخة التي ترتديها النساء الفيتناميات. كان فستان áo dài للنساء شائعًا للغاية في جنوب فيتنام في الستينيات وأوائل السبعينيات. في تيت ومناسبات أخرى، قد يرتدي الرجال الفيتناميون áo gấm (رداء مطرز)، وهو نسخة من áo dài مصنوعة من قماش سميك للغاية وبها رموز مخيطة.